# Beatrice di York
Beatrice del Regno Unito, Mrs Mapelli-Mozzi (Beatrice Elizabeth Mary; Londra, 8 agosto 1988), è una principessa britannica, primogenita del principe Andrea, duca di York e di Sarah Ferguson; è la quinta nipote della regina Elisabetta II e di Filippo di Edimburgo, nonché nipote del re Carlo III. Beatrice è la sorella maggiore di Eugenia ed è nona nella linea di successione al trono del Regno Unito.

## Biografia

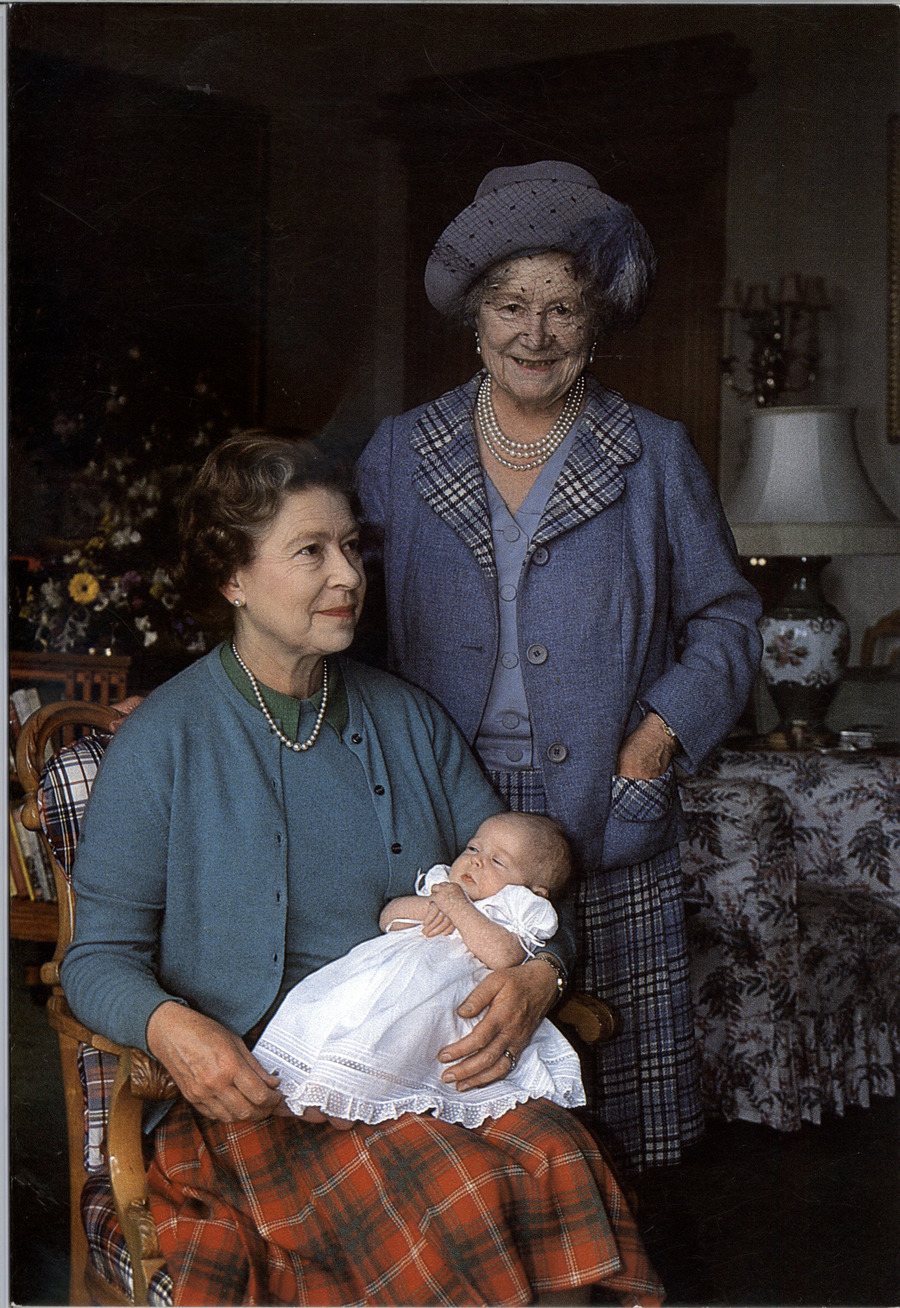
La principessa Beatrice di York con la nonna, la regina Elisabetta II, e la bisnonna, la regina madre (1988)

### Infanzia
È nata al Portland Hospital di Londra l'8 agosto 1988. Beatrice è stata chiamata come la figlia più piccola della regina Vittoria, la principessa Beatrice di Sassonia-Coburgo-Gotha, ed è stata battezzata nella Cappella Reale del St. James's Palace il 20 dicembre 1988.
I suoi genitori hanno divorziato nel 1996, quando aveva otto anni.

### Educazione e carriera
Beatrice ha incominciato la sua istruzione alla Upton House School, Windsor, nel 1991. Successivamente, ha frequentato la Coworth Park School, Surrey, dal 1995; poi è passata alla St. George's School ad Ascot, una scuola di sole ragazze, dal 2000 al 2007. Nel 2005 è stato reso noto che la principessa Beatrice soffre di dislessia.
Il 9 settembre 2011 si è laureata presso la Goldsmiths, University of London in Storia e Storia delle idee.
Durante l'estate del 2008 ha lavorato come assistente alle vendite a Selfridges, catena britannica di grandi magazzini. Ha anche lavorato, senza ricevere uno stipendio, presso l'Ufficio stampa del Ministero degli Esteri.
Nel 2009 Beatrice è diventata la prima reale ad apparire in un film, con un breve cameo in The Young Victoria, prodotto dalla madre Sarah Ferguson ed ambientato nei primi anni di regno della regina Vittoria del Regno Unito.
Nell'aprile del 2015 è stato confermato che Beatrice aveva intenzione di trasferirsi a New York. È vice presidente di partnership e strategia nell'azienda di informatica statunitense Afiniti che si concentra sullo sviluppo dell'intelligenza artificiale.

### Fidanzamento e matrimonio

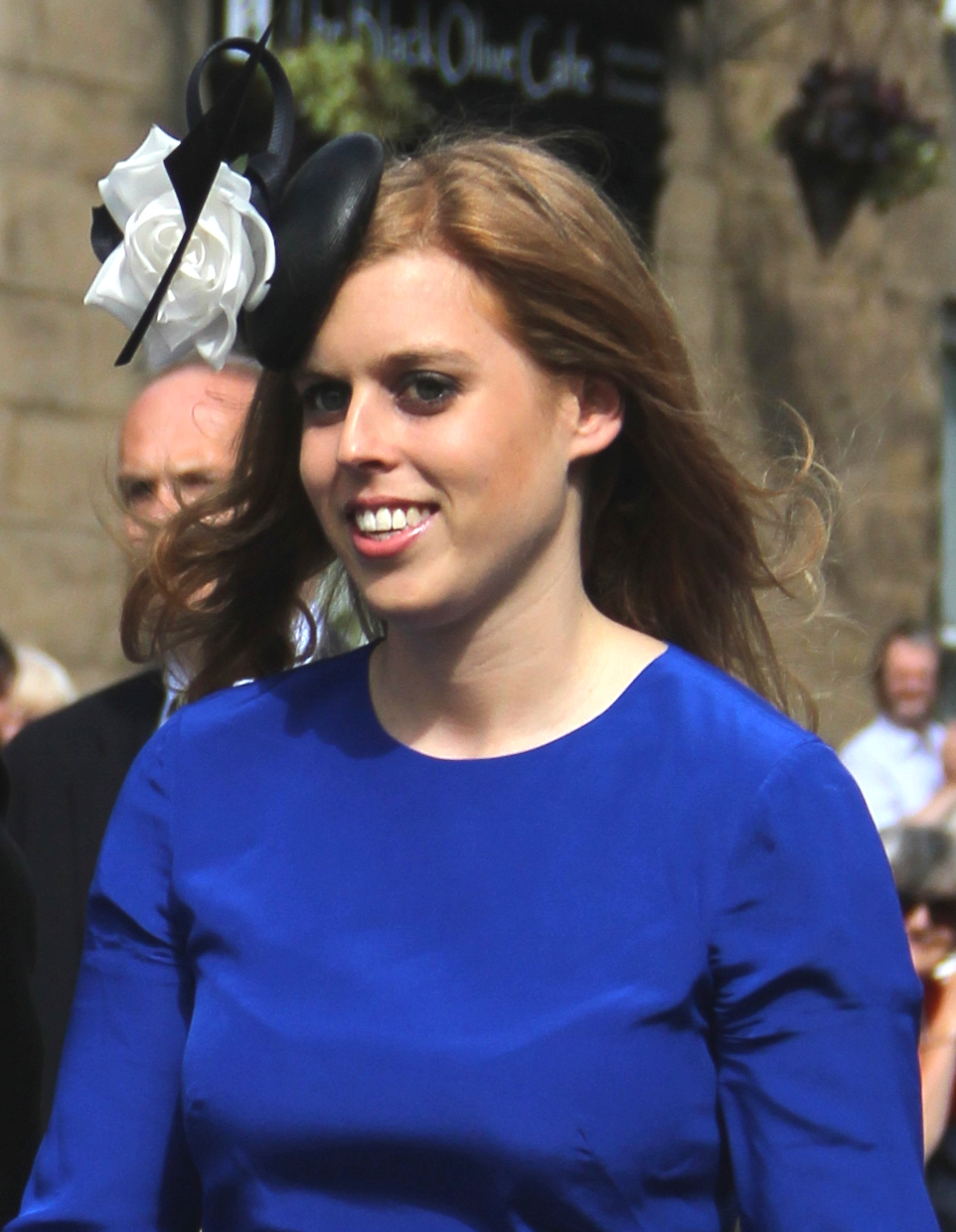
La principessa Beatrice nel 2013

Per circa undici anni, fino al luglio 2016, Beatrice ha avuto una relazione con l'imprenditore Dave Clark.
Il 26 settembre 2019 il lord ciambellano ha annunciato il fidanzamento ufficiale con Edoardo Mapelli-Mozzi, figlio unico del conte Alessandro "Alex" Mapelli-Mozzi, olimpionico britannico il cui nonno fu nobilitato come Conte nel Regno d'Italia durante lo Stato liberale. Il matrimonio, che si sarebbe dovuto celebrare il 29 maggio 2020, a causa dell'emergenza COVID-19, è stato rinviato al 17 luglio 2020 nella Cappella Reale di Tutti i Santi della Royal Lodge, Windsor.
Il 19 maggio 2021 Buckingham Palace ha annunciato che la principessa Beatrice era in attesa del primo figlio, nato il 18 settembre 2021 al Chelsea and Westminster Hospital di Londra, una femmina, che viene chiamata Sienna Elizabeth Mapelli-Mozzi.
Il 22 gennaio 2025 nasce la figlia minore della coppia: Athena Elizabeth Rose Mapelli-Mozzi. 

## Titoli, trattamento e stemma

### Titoli e trattamento

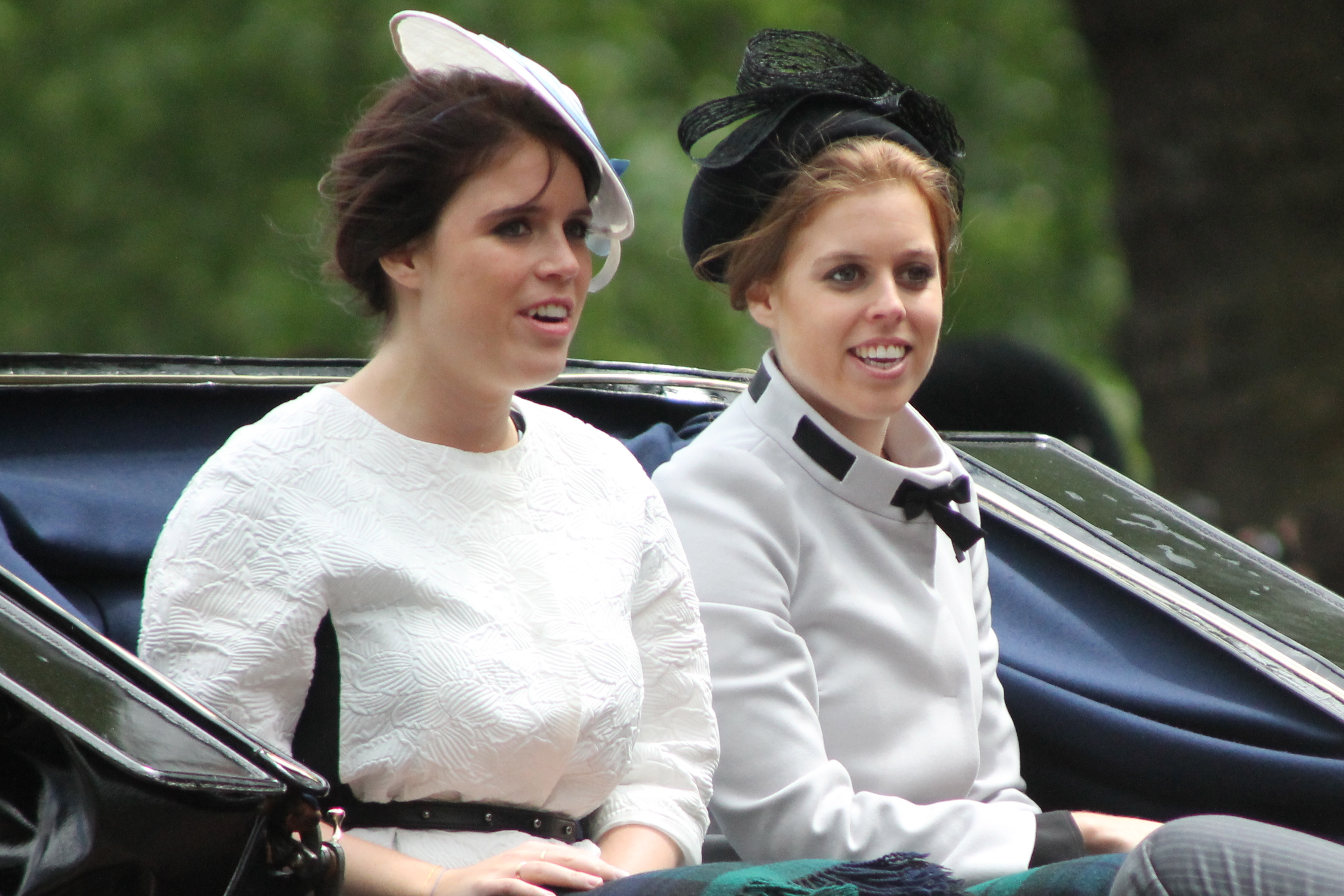
La principessa Beatrice (a destra) con la sorella minore Eugenia al Trooping the Colour del 2013

In quanto nipote della sovrana del Regno Unito per la linea di discendenza maschile, la principessa Beatrice ha il titolo di Principessa del Regno Unito di Gran Bretagna ed Irlanda del Nord con il trattamento di Sua Altezza Reale (SAR):
- 8 agosto 1988–17 luglio 2020: Sua Altezza Reale la Principessa Beatrice di York
- dal 17 luglio 2020: Sua Altezza Reale la Principessa Beatrice del Regno Unito, Mrs Mapelli-Mozzi[19]

Il titolo completo di Beatrice è il seguente: "Sua Altezza Reale, la principessa Beatrice Elizabeth Mary, principessa del Regno Unito di Gran Bretagna ed Irlanda del Nord, Mrs Mapelli Mozzi”.

### Stemma
Il 18 luglio 2006 la regina Elisabetta II ha concesso un nuovo stemma alla nipote la principessa Beatrice.
L'usuale stemma reale britannico, posto all'interno di uno scudo romboidale sagomato prima del matrimonio, è differenziato da un lambello d'argento a cinque pendenti, quello centrale ed i due esterni carichi di un'ape al naturale; il lambello, come di prassi, è posato anche sui sostegni, il leone e l'unicorno.
Lo stemma è coronato dalla corona che dal 1917 distingue i nipoti non duchi del sovrano, composta da quattro croci patenti e quattro fioroni alternati (tre croci e due fioroni visibili), diadema che corona inoltre la testa del leone ed il collo dell’unicorno.

Stemma personale della Principessa Beatrice
Il monogramma della Principessa Beatrice

## Ascendenza
|                               |                 |                                   | Genitori                                    |  |  | Nonni |  |  | Bisnonni         |  |  | Trisnonni           |  |
|                               |                 |                                   |                                             |  |  |       |  |  | Andrea di Grecia |  |  | Giorgio I di Grecia |  |
|                               |                 |                                   |                                             |  |  |       |  |  | Andrea di Grecia |  |  | Giorgio I di Grecia |  |
|                               |                 | Olga Konstantinovna di Russia     |                                             |  |  |       |  |  | Andrea di Grecia |  |  |                     |  |
| Filippo di Edimburgo          |                 |                                   |                                             |  |  |       |  |  | Andrea di Grecia |  |  |                     |  |
|                               |                 | Alice di Battenberg               | Luigi di Battenberg                         |  |  |       |  |  |                  |  |  |                     |  |
|                               |                 | Alice di Battenberg               | Luigi di Battenberg                         |  |  |       |  |  |                  |  |  |                     |  |
|                               |                 | Alice di Battenberg               | Vittoria d'Assia-Darmstadt                  |  |  |       |  |  |                  |  |  |                     |  |
| Andrea, duca di York          |                 | Alice di Battenberg               |                                             |  |  |       |  |  |                  |  |  |                     |  |
|                               |                 | Giorgio VI del Regno Unito        | Giorgio V del Regno Unito                   |  |  |       |  |  |                  |  |  |                     |  |
|                               |                 | Giorgio VI del Regno Unito        | Giorgio V del Regno Unito                   |  |  |       |  |  |                  |  |  |                     |  |
|                               |                 | Giorgio VI del Regno Unito        | Mary di Teck                                |  |  |       |  |  |                  |  |  |                     |  |
| Elisabetta II del Regno Unito |                 | Giorgio VI del Regno Unito        |                                             |  |  |       |  |  |                  |  |  |                     |  |
|                               |                 | Elizabeth Bowes-Lyon              | Lord Claude Bowes-Lyon                      |  |  |       |  |  |                  |  |  |                     |  |
|                               |                 | Elizabeth Bowes-Lyon              | Lord Claude Bowes-Lyon                      |  |  |       |  |  |                  |  |  |                     |  |
|                               |                 | Elizabeth Bowes-Lyon              | Lady Cecilia Cavendish-Bentinck             |  |  |       |  |  |                  |  |  |                     |  |
| Beatrice di York              |                 | Elizabeth Bowes-Lyon              |                                             |  |  |       |  |  |                  |  |  |                     |  |
|                               | Andrew Ferguson | Algernon Ferguson                 |                                             |  |  |       |  |  |                  |  |  |                     |  |
|                               | Andrew Ferguson | Algernon Ferguson                 |                                             |  |  |       |  |  |                  |  |  |                     |  |
|                               | Andrew Ferguson | The Hon. Margaret Brand           |                                             |  |  |       |  |  |                  |  |  |                     |  |
| Ronald Ferguson               | Andrew Ferguson |                                   |                                             |  |  |       |  |  |                  |  |  |                     |  |
|                               |                 | Lady Marian Montagu-Douglas-Scott | Lord Andrew Montagu-Douglas-Scott           |  |  |       |  |  |                  |  |  |                     |  |
|                               |                 | Lady Marian Montagu-Douglas-Scott | Lord Andrew Montagu-Douglas-Scott           |  |  |       |  |  |                  |  |  |                     |  |
|                               |                 | Lady Marian Montagu-Douglas-Scott | Marie Josephine Agnes Edwards               |  |  |       |  |  |                  |  |  |                     |  |
| Sarah Ferguson                |                 | Lady Marian Montagu-Douglas-Scott |                                             |  |  |       |  |  |                  |  |  |                     |  |
|                               |                 | FitzHerbert Wright                | Henry FitzHerbert Wright                    |  |  |       |  |  |                  |  |  |                     |  |
|                               |                 | FitzHerbert Wright                | Henry FitzHerbert Wright                    |  |  |       |  |  |                  |  |  |                     |  |
|                               |                 | FitzHerbert Wright                | Muriel Fletcher                             |  |  |       |  |  |                  |  |  |                     |  |
| Susan Wright                  |                 | FitzHerbert Wright                |                                             |  |  |       |  |  |                  |  |  |                     |  |
|                               |                 | The Hon. Doreen Wingfield         | Mervyn Wingfield, VIII Visconte Powerscourt |  |  |       |  |  |                  |  |  |                     |  |
|                               |                 | The Hon. Doreen Wingfield         | Mervyn Wingfield, VIII Visconte Powerscourt |  |  |       |  |  |                  |  |  |                     |  |
|                               |                 | The Hon. Doreen Wingfield         | Sybil Pleydell-Bouverie                     |  |  |       |  |  |                  |  |  |                     |  |
|                               |                 | The Hon. Doreen Wingfield         |                                             |  |  |       |  |  |                  |  |  |                     |  |